# 픽셀 8
 
픽셀 8(Pixel 8) 및 픽셀 8 프로(Pixel 8 Pro)는 구글 픽셀 제품 라인의 일부로 구글에서 설계, 개발 및 판매하는 한 쌍의 안드로이드 (운영체제) 스마트폰이다. 이들은 각각 픽셀 7과 픽셀 7 프로의 후속 제품이다. 시각적으로 휴대폰은 디스플레이와 성능이 점진적으로 업그레이드되어 이전 제품과 유사하다. 3세대 구글 텐서 시스템 온 칩을 기반으로 구글은 특히 생성형 AI 및 사진 편집 영역에서 인공 지능 기반 기능에 중점을 두었다.
픽셀 8과 픽셀 8 프로는 2023년 10월 4일 연례 메이드 바이 구글(Made by Google) 행사에서 공식 발표되었으며 10월 12일 미국에서 출시되었다. 비평가들로부터 전반적으로 긍정적인 평가를 받았으며 하드웨어와 소프트웨어 모두를 칭찬했다. 적당한 업그레이드에도 불구하고. 휴대폰의 AI 기능, 7년 간의 소프트웨어 업데이트에 대한 구글의 역사적인 약속, 프로 모델의 파격적인 온도 센서 포함은 상당한 관심을 받았으며 면밀히 조사되면서 엇갈린 반응을 불러일으켰다.

## 사양

### 디자인
| Pixel 8                                   | Pixel 8                                   | Pixel 8                                  | Pixel 8                                   |                                              | Pixel 8 Pro                                   | Pixel 8 Pro                                   | Pixel 8 Pro                                   | Pixel 8 Pro |
| Diagram of a Pixel 8 smartphone in green. | Diagram of a Pixel 8 smartphone in black. | Diagram of a Pixel 8 smartphone in pink. | Diagram of a Pixel 8 smartphone in green. | Diagram of a Pixel 8 Pro smartphone in blue. | Diagram of a Pixel 8 Pro smartphone in black. | Diagram of a Pixel 8 Pro smartphone in white. | Diagram of a Pixel 8 Pro smartphone in green. |             |
| Hazel                                     | Obsidian                                  | Rose                                     | Mint                                      | Bay                                          | Obsidian                                      | Porcelain                                     | Mint                                          |             |